# Manila Digger FC
Manila Digger Football Club – profesjonalny klub piłkarski z Taguig City, w regionie metropolitalnym Manila. Założony w 2018 roku, od sezonu 2024 występuje w najwyższej klasie krajowych rozgrywek – Philippines Football League (PFL).

## Historia
Klub rozpoczął oficjalną działalność w 2023 roku, debiutując w krajowym pucharze Copa Paulino Alcantara. Rok później (sezon 2024/2025) przystąpił do rozgrywek ligowych Philippines Football League i zajął 2. miejsce w tabeli zasadniczej, ustępując jedynie czołowemu Kaya FC–Iloilo – zaledwie jeden punkt za nim. W finale rozgrywek pucharowych Final Series powtórzył to osiągnięcie, zajmując drugą lokatę, ulegając 0:1 klubowi Dynamic Herb Cebu.

## Stadion
Klub rozgrywa swoje domowe spotkania na obiekcie McKinley Hill Stadium, który posiada 2000 miejsc siedzących. Stadion posiada sztuczną murawę, o wymiarach 97 × 60 metrów.

## Zawodnicy
Skład klubu liczy 31 zawodników o średniej wieku 28,1 lat, w tym 13 zagranicznych graczy (ok. 42 %)
| Nr | Poz. | Piłkarz               |
| -- | ---- | --------------------- |
| 1  | BR   | Michael Asong         |
| 21 | BR   | Nelson Gasic          |
| 97 | BR   | Johnny Wesley         |
| 88 | BR   | Aries Palabrica       |
| 5  | OB   | Modou Joof            |
| 17 | OB   | Jordan Jarvis         |
| 6  | OB   | Daniel Ashley         |
| 2  | OB   | Johnmar Barsanilla    |
| 99 | OB   | Jovan Marfiga         |
| 20 | OB   | Dean Ebarle (kapitan) |
| 16 | OB   | Jimson Crestal        |
| 19 | OB   | Giap Bongolan         |
| 24 | OB   | Ziggy Taningco        |
| 18 | OB   | Darwin Regala         |
| 29 | PO   | MShirmar Felongco     |
| 57 | PO   | Dylan De Bruycker     |

| Nr | Poz. | Piłkarz              |
| -- | ---- | -------------------- |
| 8  | PO   | Ifeanyi Ugwu         |
| 44 | PO   | Hayato Kame          |
| 12 | PO   | Modou Manneh         |
| 15 | PO   | Pa Ousman Gai        |
| 23 | PO   | Kenji Nishioka       |
| 13 | PO   | Eric Giganto         |
| 10 | PO   | Abner Dos Santos     |
| 4  | PO   | Dilane Wamba Tafem   |
| 30 | PO   | Kevin Ebene Moukouta |
| 7  | PO   | Jim Ashley Flores    |
| 22 | PO   | Earl Piñero          |
| 11 | NA   | Saikou Ceesay        |
| 3  | NA   | Shuo Sha             |
| 14 | NA   | Kintaro Miyagi       |
| 77 | NA   | Su Diao              |